# Lokavalli Estate, Mudigere
Lokavalli Estate là một làng thuộc tehsil Mudigere, huyện Chikmagalur, bang Karnataka, Ấn Độ.